# Liste der Landschaftsschutzgebiete im Landkreis Dingolfing-Landau
Im Landkreis Dingolfing-Landau in Niederbayern gibt es ein Landschaftsschutzgebiet.

## Hinweise zu den Angaben in der Tabelle
- Gebietsname: Amtliche Bezeichnung des Schutzgebietes
- Bild/Commons: Bild und Link zu weiteren Bildern aus dem Schutzgebiet
- LSG-ID: Amtliche Nummer des Schutzgebietes
- WDPA-ID: Link zum Eintrag des Schutzgebietes in der World Database on Protected Areas
- Wikidata: Link zum Wikidata-Eintrag des Schutzgebietes
- Ausweisung: Datum der Ausweisung als Schutzgebiet
- Gemeinde(n): Gemeinden, auf denen sich das Schutzgebiet befindet
- Lage: Geografischer Standort
- Fläche: Gesamtfläche des Schutzgebietes in Hektar
- Flächenanteil: Anteilige Flächen des Schutzgebietes in Landkreisen/Gemeinden, Angabe in % der Gesamtfläche
- Bemerkung: Besonderheiten und Anmerkungen

Bis auf die Spalte Lage sind alle Spalten sortierbar.
| Gebietsname | Bild/Commons   | LSG-ID       | WDPA-ID | Wikidata  | Ausweisung | Gemeinde(n) | Lage     | Fläche ha | Flächenanteil                       | Bemerkung |
| --- | -------------- | ------------ | ------- | --------- | ---------- | ----------- | -------- | --------- | ----------------------------------- | --------- |
| Schutz von Landschaftsteilen in der Stadt Dingolfing, dem Markt Teisbach, sowie den Gemeinden Gottfrieding, Loiching, Mamming und Niederviehbach im Landkreis Dingolfing (LSG Isartal) | weitere Bilder | LSG-00172.01 | 395640  | Q59655728 | 1969       |             | Position | 1762,37   | Landkreis Dingolfing-Landau (100 %) |           |